# Gnathocera submarginata
Gnathocera submarginata är en skalbaggsart som beskrevs av Leon Fairmaire 1893. Gnathocera submarginata ingår i släktet Gnathocera och familjen Cetoniidae. Inga underarter finns listade i Catalogue of Life.